# Parola macedonia
Una parola macedonia (detta anche, meno comunemente, neologismo sincratico, composto aplologico o con il termine inglese portmanteau o anche semplicemente sincrasi, da non confondersi con la crasi) è un neologismo formato dalla fusione (sincrasi o aplologia) di due parole diverse, che il più delle volte hanno un segmento (fonema o lettera) in comune.

## Utilizzo dell'espressione

### In Italia
In Italia l'espressione "parola macedonia" fu coniata dal linguista e lessicografo Bruno Migliorini. Una notevole influenza nella diffusione di queste parole composte viene da analoghe parole straniere, soprattutto angloamericane, come il termine "stagflazione", coniato nel periodo della crisi economica degli anni settanta del Novecento, da "stagnazione" (stasi dell'attività economica) e "inflazione".
Uno dei linguaggi che usa maggiormente questo tipo di parole è il linguaggio della pubblicità: si pensi a parole come "emotica", "ultimoda", "digestimola", "intellighiotti", "scioglievolezza", "biscocremosità", "croccantenerezza" o "morbistenza", dove le parole s'inseriscono una nell'altra a formare un incastro e, con la loro stravaganza, suscitano la curiosità del pubblico e quindi l'interesse per un nuovo prodotto.

### Nel mondo

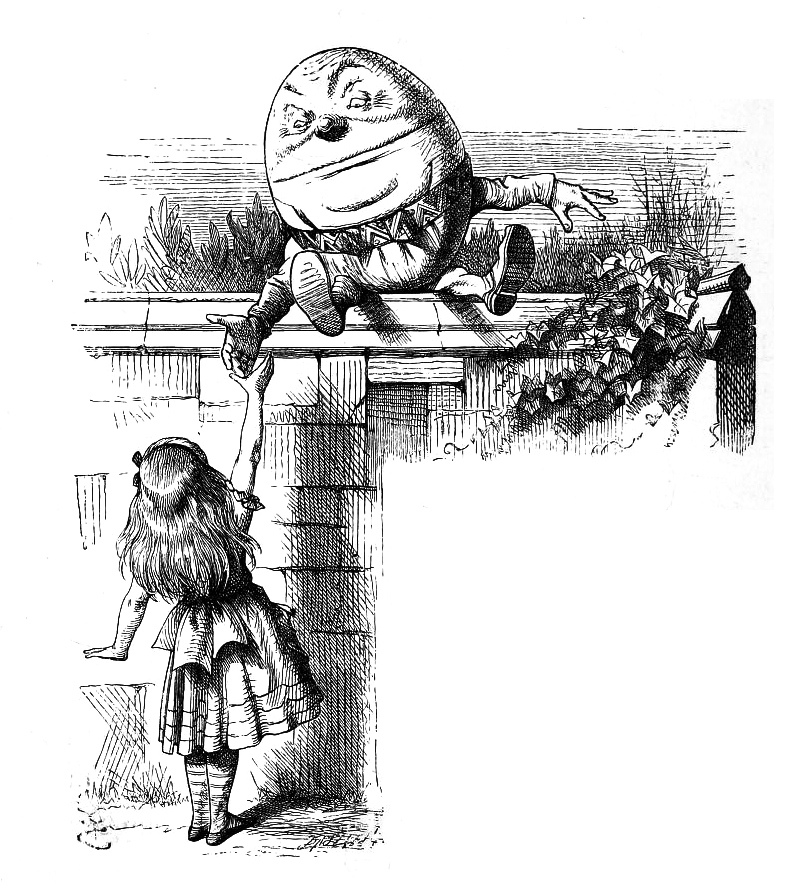
Humpty Dumpty e Alice, da Attraverso lo specchio e quel che Alice vi trovò (illustrazione classica di John Tenniel)

L'espressione nella lingua inglese portmanteau si deve a Lewis Carroll e appare per la prima volta nei dialoghi fra Alice e Humpty Dumpty in Attraverso lo specchio e quel che Alice vi trovò. Derivato dal francese porte-manteau (oggi in disuso nell'accezione linguistica ma comune nel senso di attaccapanni), si riferiva a una grande valigia da viaggio con due scompartimenti. Stesso significato hanno la forma francese mot-valise e quella tedesca Kofferwort (lett. "parola-valigia").

## Esempi
Il termine smog è nato, in lingua inglese, come contrazione di smoke (fumo) e fog (nebbia), così come brunch è la contrazione di breakfast (colazione) e lunch (pranzo), o bromance, contrazione di brother e romance.
Come esempi italiani di parole macedonia entrate nell'uso comune si possono citare "cartolibreria", "apericena", "furgonoleggio", "cantautore", "musicassetta" , "videofonino" e "fantascienza".
In russo un esempio è Тетрис (Tetris), sincrasi di тетрамино (tetramino) e теннис (tennis).